# سد رگوا
سد رگوا (به پرتغالی: Barragem da Régua) یک سد وزنی و نیروگاه برقابی در پرتغال است که در پسو دا رگوا واقع شده‌است.